# الکساندر ژیوکوویچ (بازیکن فوتبال، زاده ۱۹۱۲)
الکساندر ژیوکوویچ (انگلیسی: Aleksandar Živković؛ ۲۵ دسامبر ۱۹۱۲ – ۲۵ فوریهٔ ۲۰۰۰) بازیکن فوتبال اهل یوگسلاوی بود.
از باشگاه‌هایی که در آن بازی کرده‌است می‌توان به باشگاه فوتبال گراس‌هاپر زوریخ، باشگاه فوتبال سوشو، تیم ملی فوتبال یوگسلاوی اشاره کرد.
وی همچنین در تیم ملی فوتبال کرواسی بازی کرده‌است.